# Yin Yufeng
Yin Yufeng –en xinès, 殷 玉峰– (29 de maig de 1979) és una esportista xinesa que va competir en judo, guanyadora d'una medalla de plata al Campionat Mundial de Judo de 1999, i dues medalles d'or al Campionat Asiàtic de Judo els anys 1999 i 2000.

## Palmarès internacional
| Campionat del món | Campionat del món          | Campionat del món | Campionat del món |
| Any               | Lloc                       | Medalla           | Categoria         |
| ----------------- | -------------------------- | ----------------- | ----------------- |
| 1999              | Birmingham ( Regne Unit)   | 2                 | –78 kg            |
| Campionat Asiàtic |                            |                   |                   |
| Any               | Lloc                       | Medalla           | Categoria         |
| 1999              | Wenzhou ( R.P. de la Xina) | 1                 | –78 kg            |
| 2000              | Osaka ( Japó)              | 1                 | –78 kg            |